# Керівництво Вірменської РСР
У цій статті подано список фактичних лідерів Вірменської РСР з 1920 до 1990 року.
Формально вищим законодавчим органом Вірменської РСР у 1920–1938 роках був З'їзд Рад, а з 1938 року — однопалатна Верховна Рада, депутати якої обирались на 4 роки (з 1979 року — на 5). Однак фактично з моменту встановлення у Вірменії радянської влади 1920 року до перебудови влада зосереджувалась в руках Комуністичної партії у складі КПРС. Конституція 1937 року проголосила Компартію «керівним ядром усіх організацій трудящих», а Конституція 1978 року закріпила її «керівну роль». Вищим органом Компартії був Центральний Комітет (ЦК), і Перший секретар ЦК КП Вірменії був фактичним лідером республіки у 1920–1990 роках.

## Лідери Вірменської РСР
| Портрет | Ім'я               | Початок терміну   | Завершення терміну | Посада                                                                    |
| ------- | ------------------ | ----------------- | ------------------ | ------------------------------------------------------------------------- |
|         | Геворк Аліханян    | грудень 1920      | квітень 1921       | Перший секретар ЦК КП(б) Вірменії                                         |
|         | Сергій Лукашин     | 1921              | квітень 1922       | Перший секретар ЦК КП(б) Вірменії                                         |
|         | Ашот Ованесян      | 1922              | 1927               | Перший секретар ЦК КП(б) Вірменії                                         |
|         | Гаїк Осепян        | 1927              | 1928               | Перший секретар ЦК КП(б) Вірменії                                         |
|         | Айказ Костанян     | квітень 1928      | травень 1930       | Перший секретар ЦК КП(б) Вірменії                                         |
|         | Агасі Ханджян      | травень 1930      | 10 липня 1936      | Перший секретар ЦК КП(б) Вірменії                                         |
|         | Аматуні Вартапетян | 1936              | 1937               | Перший секретар ЦК КП(б) Вірменії                                         |
|         | Григорій Арутінов  | 23 вересня 1937   | 28 жовтня 1953     | Перший секретар ЦК КП(б) Вірменії З 1952 — перший секретар ЦК КП Вірменії |
|         | Сурен Товмасян     | листопад 1953     | 28 грудня 1960     | Перший секретар ЦК КП Вірменії                                            |
|         | Яків Заробян       | 28 грудня 1960    | 5 лютого 1966      | Перший секретар ЦК КП Вірменії                                            |
|         | Антон Кочінян      | 5 лютого 1966     | 27 листопада 1974  | Перший секретар ЦК КП Вірменії                                            |
|         | Карен Демірчян     | 27 листопада 1974 | 21 травня 1988     | Перший секретар ЦК КП Вірменії                                            |
|         | Сурен Арутюнян     | 21 травня 1988    | 5 квітня 1990      | Перший секретар ЦК КП Вірменії                                            |
|         | Володимир Мовсесян | 5 квітня 1990     | 4 серпня 1990      | Перший секретар ЦК КП Вірменії                                            |
|         | Левон Тер-Петросян | 4 серпня 1990     | 16 жовтня 1991     | Голова Верховної ради Республіки Вірменія                                 |